# باشگاه فوتبال هلنایتس
باشگاه فوتبال هلنایتس یک باشگاه فوتبال حرفه‌ای از جزایر ویرجین ایالات متحده آمریکا است که در گروو پلیس واقع شده است. آنها در مسابقات باشگاهی جزایر ویرجین ایالات متحده آمریکا به عنوان یکی از موفق‌ترین باشگاه‌ها شرکت می‌کنند.

## افتخارات
- لیگ برتر جزایر ویرجین ایالات متحده آمریکا: ۵ قهرمانی[۲]
- لیگ فوتبال سنت کرویکس: ۱۷ قهرمانی